# San Sebastián (El Greco, Museo del Prado)
El San Sebastián  del Museo del Prado conservado en dos fragmentos es la más tardía de las tres versiones del martirio del santo pintadas por el Greco, posiblemente entre 1610 y 1614. Pintado al óleo sobre lienzo y con unas dimensiones de 201,5 x 111,5 cm aproximadamente, aunque recortado y con algunas zonas faltantes, se exhibe reunido en una pieza en una de las salas del Museo Nacional del Prado en Madrid, España. Se desconoce el momento y las circunstancias en que el lienzo fue recortado. Su incorporación al museo se produjo por separado: en 1959, por donación de la condesa de Mora y Aragón, ingresó la parte superior, con el torso del santo erguido y sujeto al árbol. La inferior, con las piernas del santo y una vista de Toledo, fue adquirida en 1987.

## Análisis
El cuerpo de san Sebastián aparece sumamente estilizado, atado a un árbol y mirando al cielo, asumiendo su martirio con entereza. 
La obra está construida a base de sutiles pinceladas, que permiten hacer una perfecta transición de luz a sombra. 